# Edvard Kozynkevyč
Edvard Teodorovyč Kozynkevyč (in ucraino Едвард Теодорович Козинкевич?; in russo Эдуард Теодорович Козинкевич?, Ėduard Teodorovič Kozinkevič; Leopoli, 23 maggio 1949 – 16 novembre 1994) è stato un calciatore sovietico, di ruolo attaccante.